# بريت ميتشيل
بريت ميتشيل (بالإنجليزية: Brett Mitchell)‏ هو موزع أمريكي، ولد في 2 يوليو 1979.